# Dom w Bretanii
Dom w Bretanii (fr. Cornouaille) – francuski dramat filmowy z 2012 roku w reżyserii Anne Le Ny.

## Opis fabuły
Odile mieszka w Paryżu. Po śmierci ciotki wraca do Bretanii, do regionu Cornouaille, gdzie spędzała wakacje w dzieciństwie. Czeka na nią tam spadek w postaci domu nad morzem, którego nie odwiedzała od kiedy zmarł w nim jej ojciec (miała wtedy 12 lat). Odile zamierza sprzedać dom, jednak spotyka swojego kolegę z dzieciństwa, Loïca.

## Obsada
- Vanessa Paradis : Odile
- Samuel Le Bihan : Loïc
- Jonathan Zaccaï : Fabrice
- Laurent Stocker : notariusz Me Mevel
- Martin Jobert : Erwan
- Catherine Vinatier : Cathy
- Aurore Clément : matka Odile
- Thibault Vinçon : Thomas
- Thomas Blanchard : Antoine
- Damien Dorsaz : ojciec Odile
- Jaïa Caltagirione : Katel
- Catherine Morlot : Bernadette
- Edith Le Merdy : agent nieruchomości
- Marc-Antoine Diquero : handlarz starzyzną (le brocanteur)
- Anne Le Ny : recepcjonistka w hotelu